# Piętra roślinności

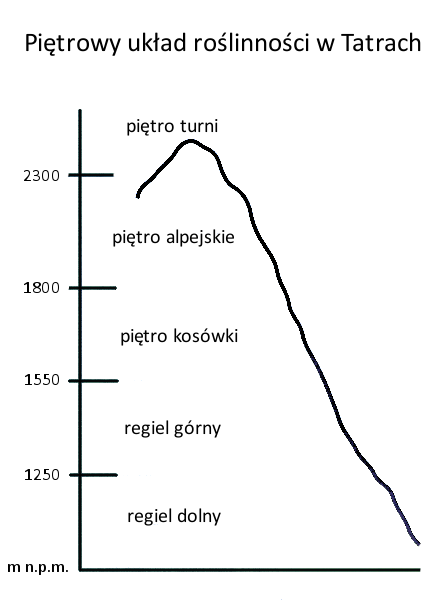
Piętra roślinności w Tatrach

Piętra roślinności, piętra klimatyczno-roślinne – charakterystyczny dla wielu obszarów górskich układ roślinności warunkowany występowaniem piętrowego układu stref klimatycznych, tj. powodowany zmianą klimatu następującą wraz ze wzrostem wysokości nad poziomem morza. Wraz ze wzrostem wysokości zmieniają się takie elementy klimatu jak: średnia temperatura, roczna suma opadów atmosferycznych i długość okresu wegetacyjnego. Silnie zaznaczona jest piętrowość w górach średnich w strefie umiarkowanej półkuli północnej oraz w wysokich górach w strefie równikowej i na średnich szerokościach półkuli południowej. Roślinność typowa dla poszczególnych pięter stanowi przykład bezstrefowych (azonalnych) formacji roślinnych. Górskie piętra roślinne nie występują tylko w klimatach skrajnie suchych (pustynne góry Sahary) lub skrajnie zimnych (Arktyka, Antarktyka).
Istnieje pewna analogia między piętrami roślinności (strefowość pionowa), a strefami roślinności (strefowość pozioma). Podobieństwa takie zaznaczają się przede wszystkim w strefach pozazwrotnikowych. Przykładowo, piętro regla górnego w Tatrach przypomina strefę tajgi, a piętro subalpejskie – strefę tundry.
Z piętrami roślinnymi w górach związane są również trzy granice ekologiczne: dolna granica lasu (górna granica suchości), górna granica lasu i granica wiecznego śniegu.

## Zróżnicowanie pięter roślinności w różnych obszarach górskich
Liczba pięter roślinnych oraz wysokość górnych granic poszczególnych pięter zależy od takich czynników, jak szerokość geograficzna, wysokość i kierunek przebiegu danego pasma górskiego czy oddziaływanie prądów morskich. Układ piętrowy w wielu pasmach górskich jest niesymetryczny: inaczej granice pięter kształtują się na stokach południowych i północnych, zawietrznych i dowietrznych, zwróconych w stronę morza i w stronę lądu, o różnej ekspozycji, inaczej na stokach we wnętrzach masywów, a inaczej na ich obrzeżach itp.

### Piętra roślinności w górach Europy Środkowej
W górach Europy Środkowej (np. w Sudetach, Karpatach i w Alpach) występują następujące piętra roślinności (w nawiasach podano główne formacje roślinne):
- piętro pogórza
- piętro reglowe:
  - piętro regla dolnego (buczyny)
  - piętro regla górnego (bory świerkowe)
- piętro kosodrzewiny (piętro subalpejskie, piętro kosówki) – zarośla kosodrzewiny i ziołorośla)
- piętro halne (piętro alpejskie) – roślinność zielna, głównie murawy halne)
- piętro turniowe (piętro subniwalne, piętro turniowe)
- piętro śnieżne (piętro niwalne)

### Piętra roślinności w górach Ameryki Południowej
W przyrównikowych Andach w Ameryce Południowej wyróżnia się następujące piętra roślinności:
- tierra caliente – do 600 m n.p.m. – z typową roślinnością strefową – wilgotnym lasem równikowym.
- tierra templada – 600–2000 m n.p.m., warunki „umiarkowane” o średniej temperaturze wynoszącej 17–22 °C; w piętrze tym wilgotny las równikowy przechodzi w las górski. Zwiększa się udział drzew iglastych.
- tierra fria – około 2200–4000 m n.p.m. Obszar „chłodny”, średnie temperatury miesięczne w okresach chłodnych spadają do kilku stopni powyżej zera. W niższych położeniach występuje tu las wysokogórski (ceja de la montana) z granicą lasu sięgającą ok. 3000–3200 m n.p.m. Ponad tą granicą rozpościera się piętro formacji paramo i puna.
- tierra helada – powyżej 4000 m n.p.m., obszar z panującymi temperaturami ujemnymi, roślinność ograniczona do mszaków i porostów.
- tierra nevada – powyżej 4500–5000 m n.p.m., ponad granicą wiecznego śniegu.